# Tragödie von Viktring

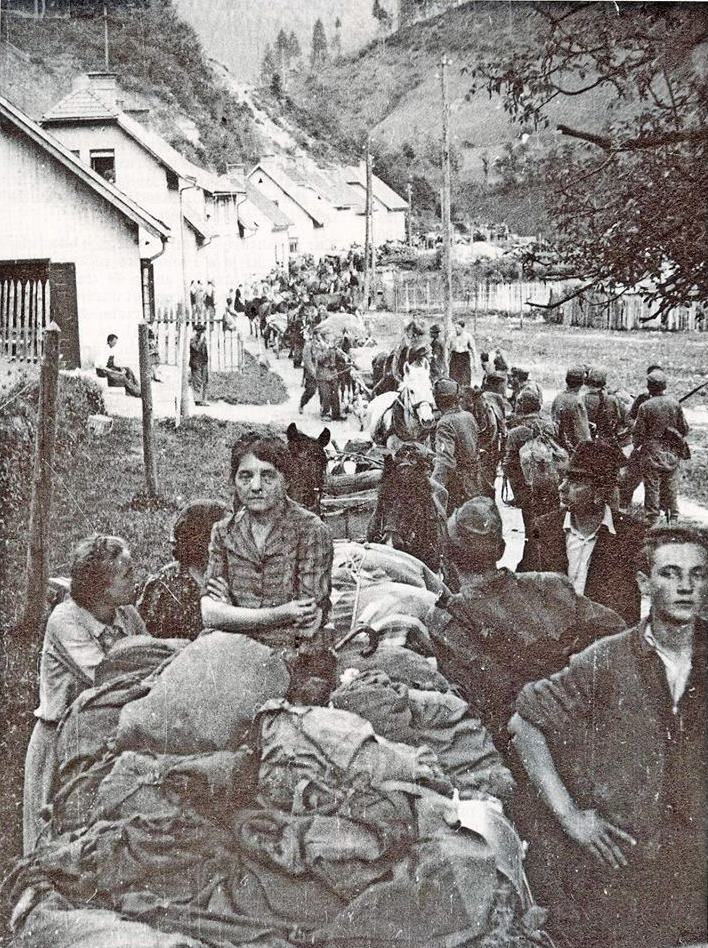
Zivilisten und Angehörige der Slowenischen Heimwehr bei Tržič/Neumarktl auf dem Fluchtweg über den Loiblpass nach Viktring.

„Tragödie von Viktring“ (slowenisch Vetrinjska tragedija), auch „Drama um Viktring“, ist eine Sammelbezeichnung für eine Reihe von jugoslawischen Nachkriegsverbrechen, die ab Anfang Mai 1945 in oder um den österreichischen Ort Viktring (zu Klagenfurt) in Kärnten ihren Anfang nahmen.
Dabei wurden vor allem Angehörige der Slowenischen Heimwehr, aber auch Angehörige der Streitkräfte des Unabhängigen Staates Kroatien, die aus einem Flüchtlingslager heraus der Jugoslawischen Volksarmee und dem KNOJ übergeben wurden, Opfer von Misshandlungen, Folterungen, Massentötungen, Zwangsrepatriierungen und Todesmärschen. Mit dem Rückmarsch bzw. -transport aus dem von alliierten (britischen) Truppen besetzten Österreich in jugoslawische Kriegsgefangenenlager nahm für diese ehemals mit dem nationalsozialistischen Deutschen Reich und faschistischen Italien Verbündeten eine Kette von summarischen Hinrichtungen ihren Anfang, die in Jugoslawien fortgesetzt wurde.
Die Ereignisse von Viktring sind Einzelereignisse, von in der Erinnerungskultur des ehemaligen Jugoslawien als „Endkesselschlachten“, „Abschließende militärische Operationen zur Befreiung Jugoslawiens“ oder „Das große Finale in Kärnten“ bezeichneten, Operationen der jugoslawischen Truppen, bei denen im Zeitraum vom 12. April bis zum 8. bzw. 25. Mai 1945 an zahlreichen Orten im Raum Klagenfurt entlang der Grenze bis Dravograd und Maribor bis südlich nach Celje weitere Kämpfe stattfanden und gegnerische Truppen kapitulierten. So sind die Geschehnisse von Viktring eng verbunden mit dem sogenannten „Massaker von Bleiburg“ (kroatisch Pokolj u Bleiburgu) bei der überwiegend Militärangehörige und Funktionäre des Unabhängigen Staates Kroatien, aber auch Angehörige der Slowenischen Heimwehr sowie Tschetniks aus dem Militärverwaltungsgebiet Serbien und Montenegro, jugoslawischen Nachkriegsverbrechen zum Opfer fielen. 

## Verlauf
Nach dem Zweiten Weltkrieg flüchteten Anfang Mai 1945 etwa 17.000 slowenische Landwehrsoldaten und Zivilisten vor dem kommunistischen Tito-Regime nach Viktring bei Klagenfurt in Österreich, wo sie sich britischen Einheiten ergaben. Dabei kam es am 10. Mai unterhalb der Hollenburg bei Köttmannsdorf während des Übergangs über die Drau zu heftigen Kampfhandlungen mit der Jugoslawischen Volksarmee. Die geflüchteten Slowenen wurden in einem Flüchtlingslager bei Viktring interniert.
Die slowenische EU-Ratspräsidentschaft führte 2008 eine Anhörung über „Verbrechen totalitärer Regimes“ durch, wobei neben nationalsozialistischen Verbrechen während des Zweiten Weltkriegs in Slowenien auch die Massenhinrichtungen nach Kriegsende zur Sprache kamen. Die Briten übergaben hiernach neben kroatischen und serbischen Gefangenen etwa 11.000 Angehörige der Slowenischen Heimwehr Ende Mai/Anfang Juni 1945 an die Jugoslawische Volksbefreiungsarmee. Diese internierte die ihr übergebenen Soldaten in Lagern in Slowenien und Kroatien. Die slowenischen Domobranzen kamen vor allem in die Lager Teharje (Tüchern) bei Celje (Cilli) und Šentvid (heute Stadtteil von Ljubljana). Bereits auf den Fußmärschen in die Lager wurden zahlreiche Slowenen ermordet, weitere Massaker wurden in den Lagern verübt. Mit dem Sieg der Jugoslawischen Volksarmee kam es an vielen Orten Sloweniens ohne jedes Gerichtsverfahren zu summarischen Hinrichtungen von antikommunistischen slowenischen Militärangehörigen, auch Zivilisten und deutsche Kriegsgefangene wurden umgebracht. Von tausenden Gefangenen in den Lagern Teharje, Šentvid nad Ljubljano und Škofja Loka überlebte nur eine kleine Zahl an Zivilpersonen und minderjährigen Angehörigen der Heimwehr. Die Zahl der nach Kriegsende hingerichteten Slowenen wird auf 14.000 geschätzt, die Gesamtzahl sämtlicher auf slowenischem Gebiet exekutierten Personen jedoch auf möglicherweise über 100.000. Während die Gefangenen in Šentvid mit Viehwaggons nach Kočevje und dann weiter zur Exekution zu verborgenen Karsthöhlen im nahegelegenen Hornwald (Kočevski Rog) gebracht wurden, fanden die Hinrichtungen der Gefangenen von Teharje zum kleineren Teil beim Lager selbst, zum größeren Teil in Höhlen oder aufgegebenen Bergwerkstollen der Umgebung von Stari Hrastnik, Trbovlje und Laško statt. Ein wichtiges Ziel bei Laško war der Barbara-Stollen von Huda Jama.

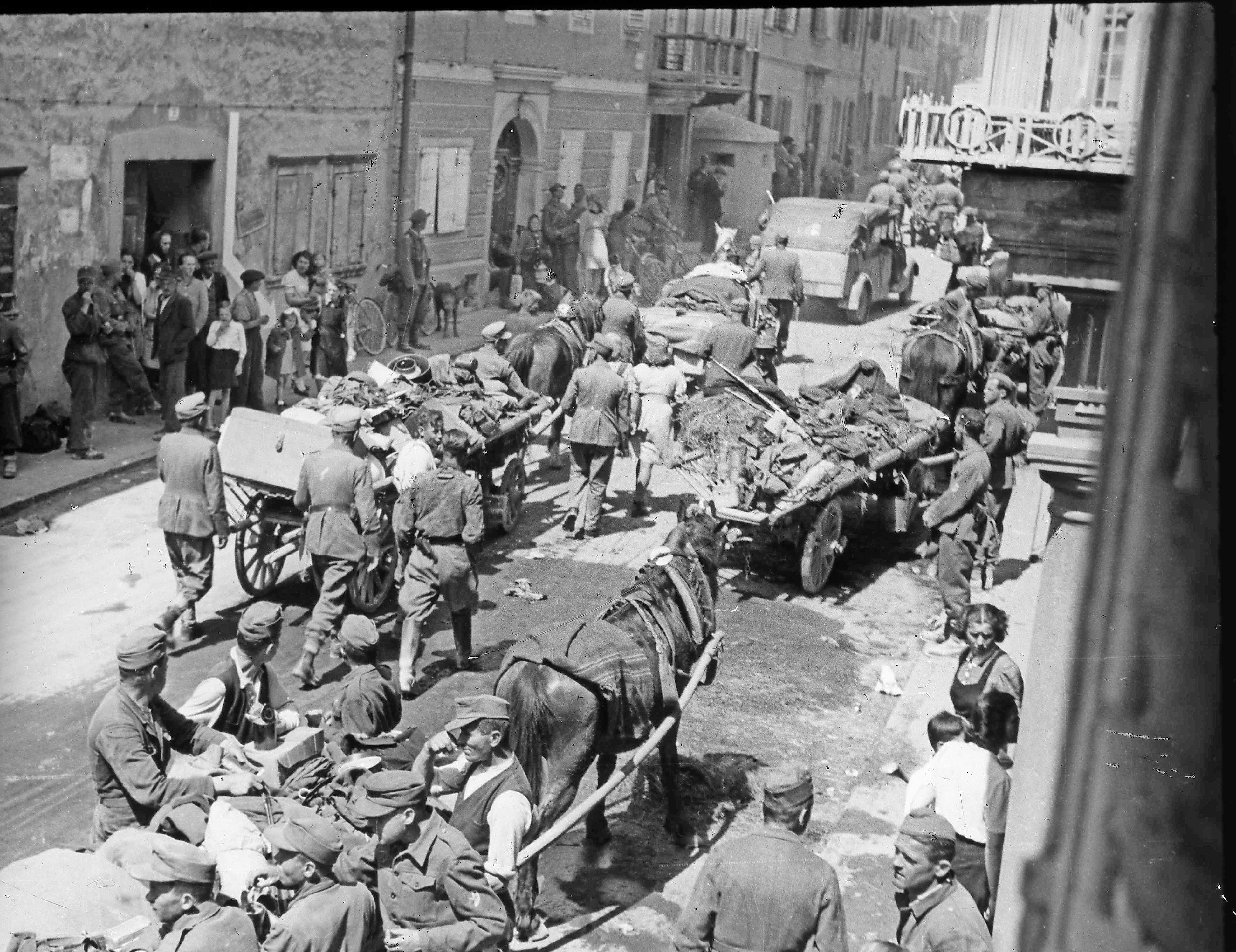
Flüchtlinge auf dem Fluchtweg nach Viktring.

Etwa 6.000 slowenische Zivilisten wurde nach einer Intervention des kanadischen Lagerleiters bei Harold Alexander, dem britischen Oberbefehlshaber in Kärnten, von der Rückführung nach Jugoslawien ausgenommen.